# Margrite Kalverboer
Margrite Evelien Kalverboer (Groningen, 20 december 1960) is een Nederlands orthopedagoog, jurist en sinds 2016 kinderombudsman. 

## Carrière
Kalverboer studeerde orthopedagogiek aan de Rijksuniversiteit Groningen. In 1996 promoveerde ze op een onderzoek naar de wijze van rapporteren over opvoedings- en verzorgingsproblematiek bij de Raad voor de Kinderbescherming Directie Noord. Ze werkte als gedragswetenschapper en hoofd Zorg bij de justitiële jeugdinrichting Het Poortje in Groningen (1996-2002) en was vervolgens als universitair hoofddocent verbonden aan de afdeling Jeugdzorg van de vakgroep Orthopedagogiek van de Groninger universiteit. In 2007 rondde zij haar studie rechten af met een specialisatie in kinderrechten.
Vanwege Stichting Nidos, jeugdbeschermer voor Vluchtelingen werd ze per 1 oktober 2012 benoemd tot bijzonder hoogleraar Kind, (Ortho)pedagogiek en Vreemdelingenrecht aan de Rijksuniversiteit met de oratie Het belang van het kind in het vreemdelingenrecht, pedagogisch geduid en gewogen. Kalverboer schreef een rapport in de Asielzaak Mauro Manuel. Dit rapport bevat aanwijzingen dat asielkinderen reeds na een verblijf van vijf jaren helemaal 'geworteld' zijn in de Nederlandse samenleving. Bij alleenstaande jonge asielkinderen zou hechting aan gastgezin en leefomgeving nog sneller plaatsvinden. Kalverboer stelde bovendien dat terugzenden naar het land van herkomst na jarenlang verblijf in Nederland, permanente (psychische) schade in de ontwikkeling kan opleveren. Kalverboer werkte mee aan meer dan 100 wetenschappelijke publicaties.
Kalverboer werd op 5 april 2016 benoemd als Kinderombudsman. Zij is hiermee de opvolger van Marc Dullaert die niet werd herbenoemd door de Nationale Ombudsman Reinier van Zutphen. Kalverboer ontving bij de schriftelijke stemming in de Tweede Kamer 78 van de 91 geldige stemmen. De andere kandidaat, Carla van Os, kreeg 13 stemmen. Tijdens de stemming waren 143 kamerleden aanwezig. 52 produceerden een ongeldige stem. Of zij liever kinderombudsvrouw genoemd wil worden, laat zij over aan de kinderen.

## Erkenning
- 2018: Opzij Top 100 meest invloedrijke vrouw van Nederland in de categorie Openbaar bestuur/orde.[10]
- 2021: Officier in de Orde van Oranje-Nassau.[11]